# RMS Carpathia

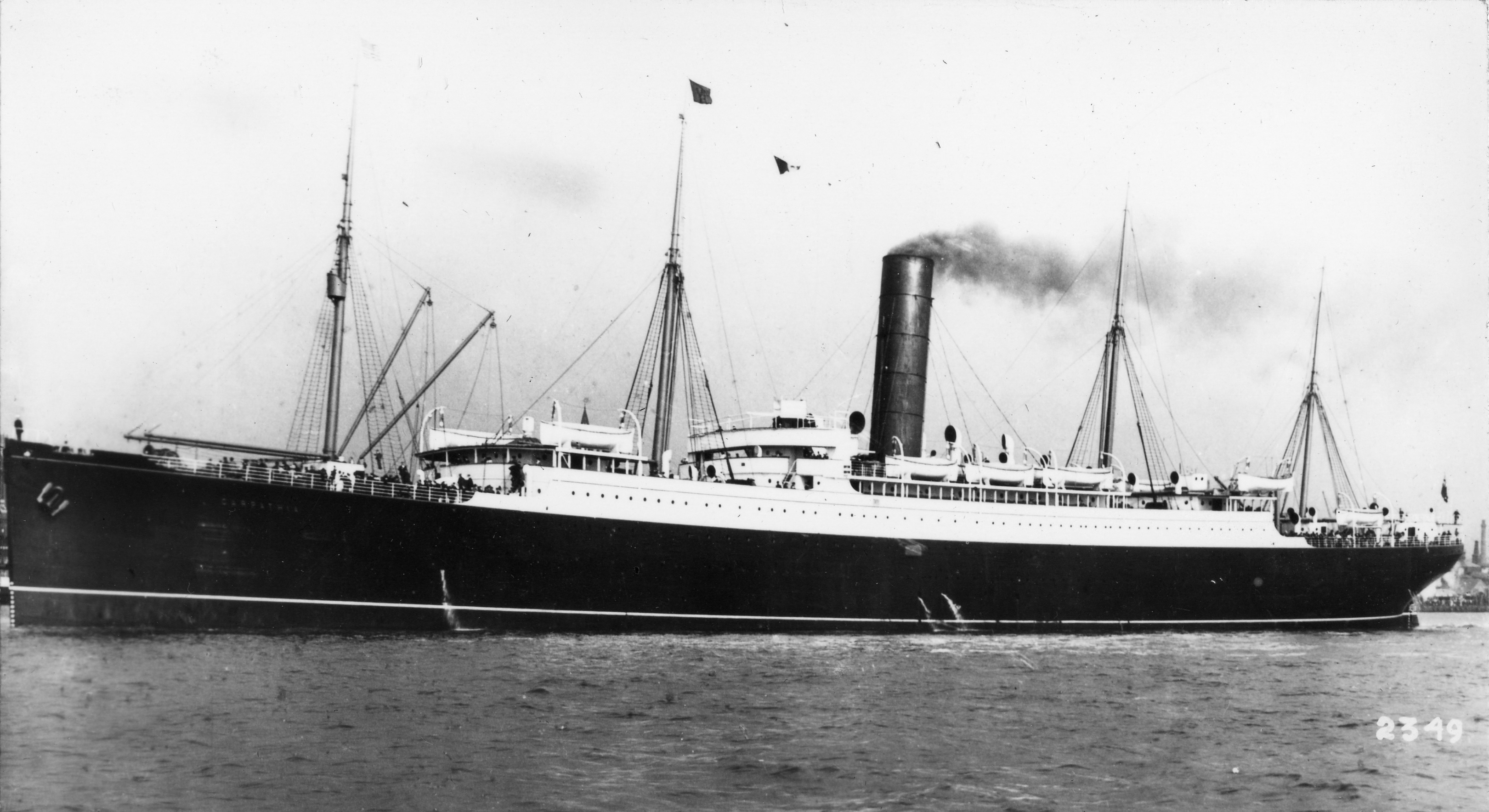

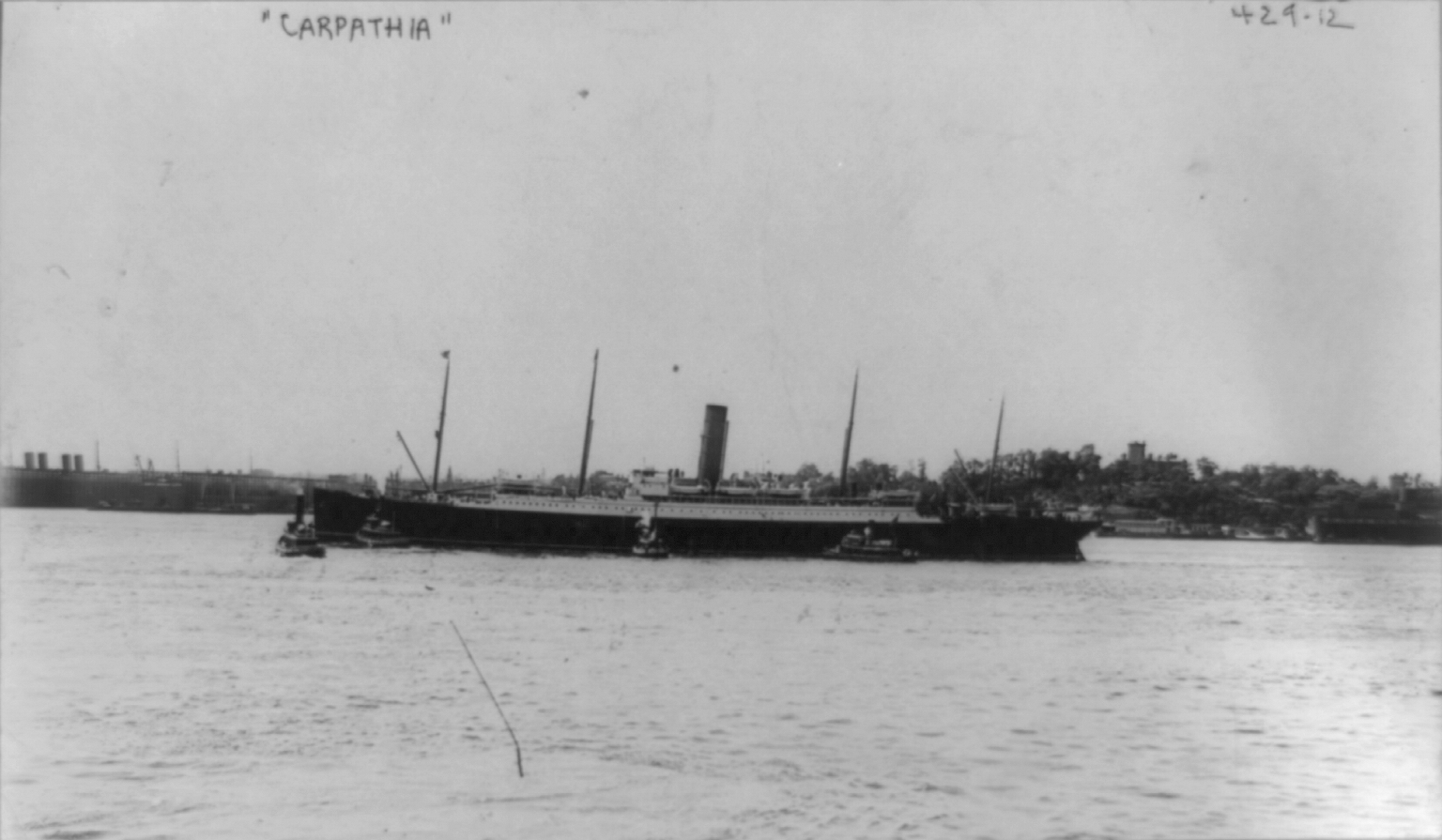

RMS Carpathia – parowy pasażerski statek transatlantycki linii Cunard Line, zbudowany w stoczni Swan, Hunter & Wigham Richardson w Newcastle (Wielka Brytania). Zwodowany został 6 sierpnia 1902, a w pierwszy, dziewiczy rejs wypłynął w maju 1903. Jednokominowy liniowiec Cunarda jest znany z uratowania 703 pasażerów z dryfujących szalup po katastrofie innego statku pasażerskiego – „Titanica”, który zatonął 15 kwietnia 1912 po uderzeniu w górę lodową.
Carpathia płynęła z Nowego Jorku, kiedy kapitan Arthur Henry Rostron (1869 -1940) otrzymał wezwanie o pomoc od tonącego w pobliżu „Titanica”. Od razu wydał rozkaz skierowania statku w odległą o 60 mil okolicę ostatniej znanej pozycji tonącego statku, płynąc z prędkością, której „Carpathia” nigdy przedtem, ani nigdy potem nie osiągnęła. Pomimo tego statek przypłynął na miejsce katastrofy dopiero o godzinie czwartej nad ranem („Titanic” zatonął o 02:20).
Kapitan Rostron okazał się bardzo przewidującym i doświadczonym dowódcą statku. Natychmiast po otrzymaniu sygnału z „Titanica” zorganizował prowizoryczne pomieszczenia dla rannych i wyziębionych, przygotował oliwę (która mogłaby ułatwić utrzymanie się na wodzie ewentualnym rozbitkom), zorganizował pomoc lekarską, przygotował dźwigi i szalupy na wypadek konieczności użycia. Mechanicy „Carpathii” zamknęli dopływ pary i ciepła do kabin, by ta była zużyta przez silniki do osiągnięcia jak największej prędkości. Rostron wystawił dodatkowo wielu obserwatorów, by płynący przez pole lodowe statek nie podzielił losu liniowca White Star Line. „Carpathia” zabrała na pokład wszystkich 705 rozbitków z szalup. Kapitan został odznaczony Złotym Medalem Kongresu za szczególną odwagę i roztropność.
Statek zatonął 17 lipca 1918 w okolicach wybrzeży Irlandii, po storpedowaniu przez niemieckiego U-Boota SM U-55. 157 pasażerów zostało uratowanych przez HMS „Snowdrop” następnego dnia. Wrak „Carpathii” został odnaleziony w 1999 przez pisarza Clive’a Cusslera.